# Gacka

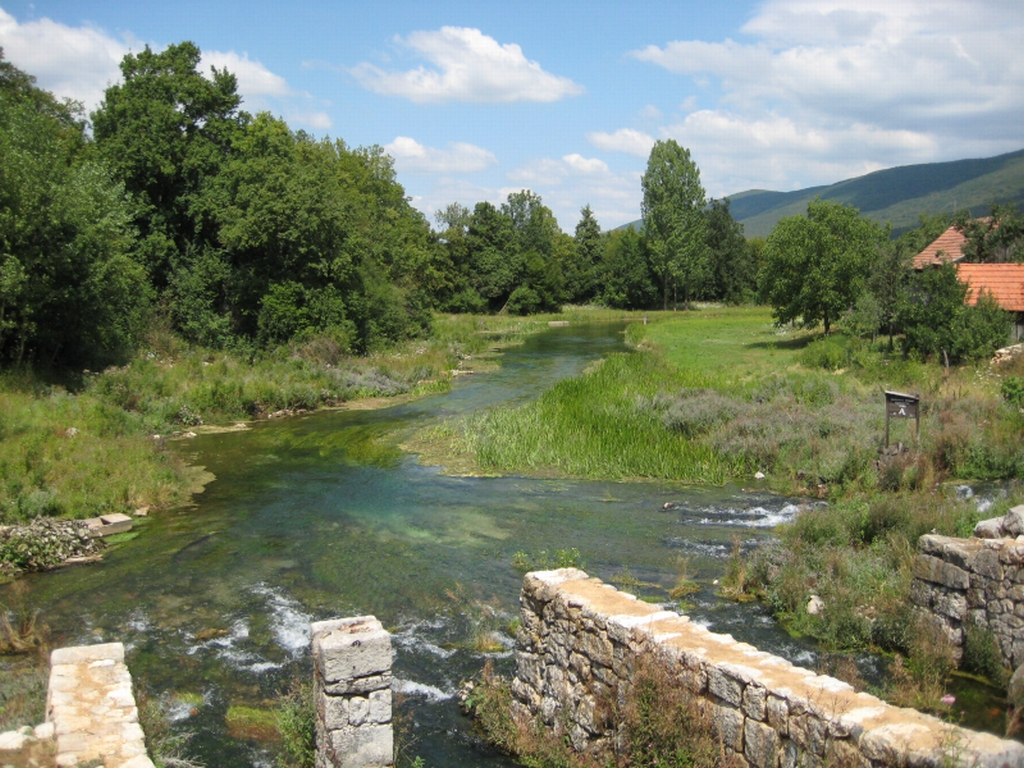
Majerovo vrilo, eine der Quellen der Gacka

Die Gacka [ˈɡaːtska] ist ein Fluss in der Gespanschaft Lika-Senj in Kroatien, am Rande des Nationalparks Plitvicer Seen. Der Fluss gilt als bekanntes Forellengewässer.

## Verlauf

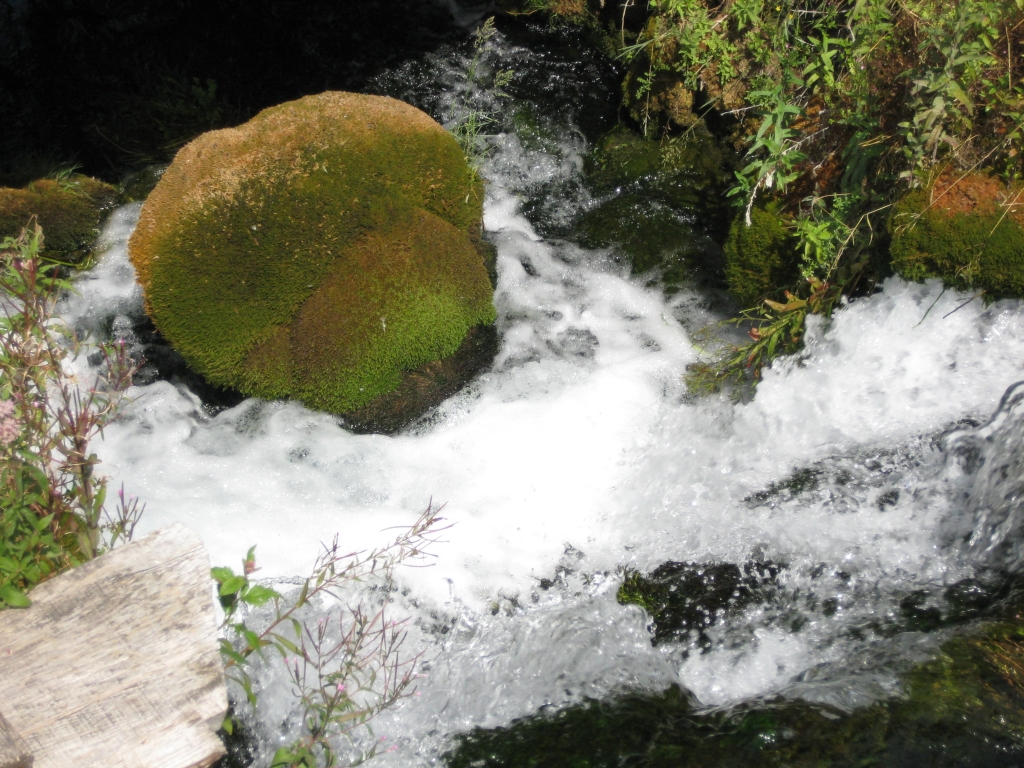
Die Gacka an der Quelle

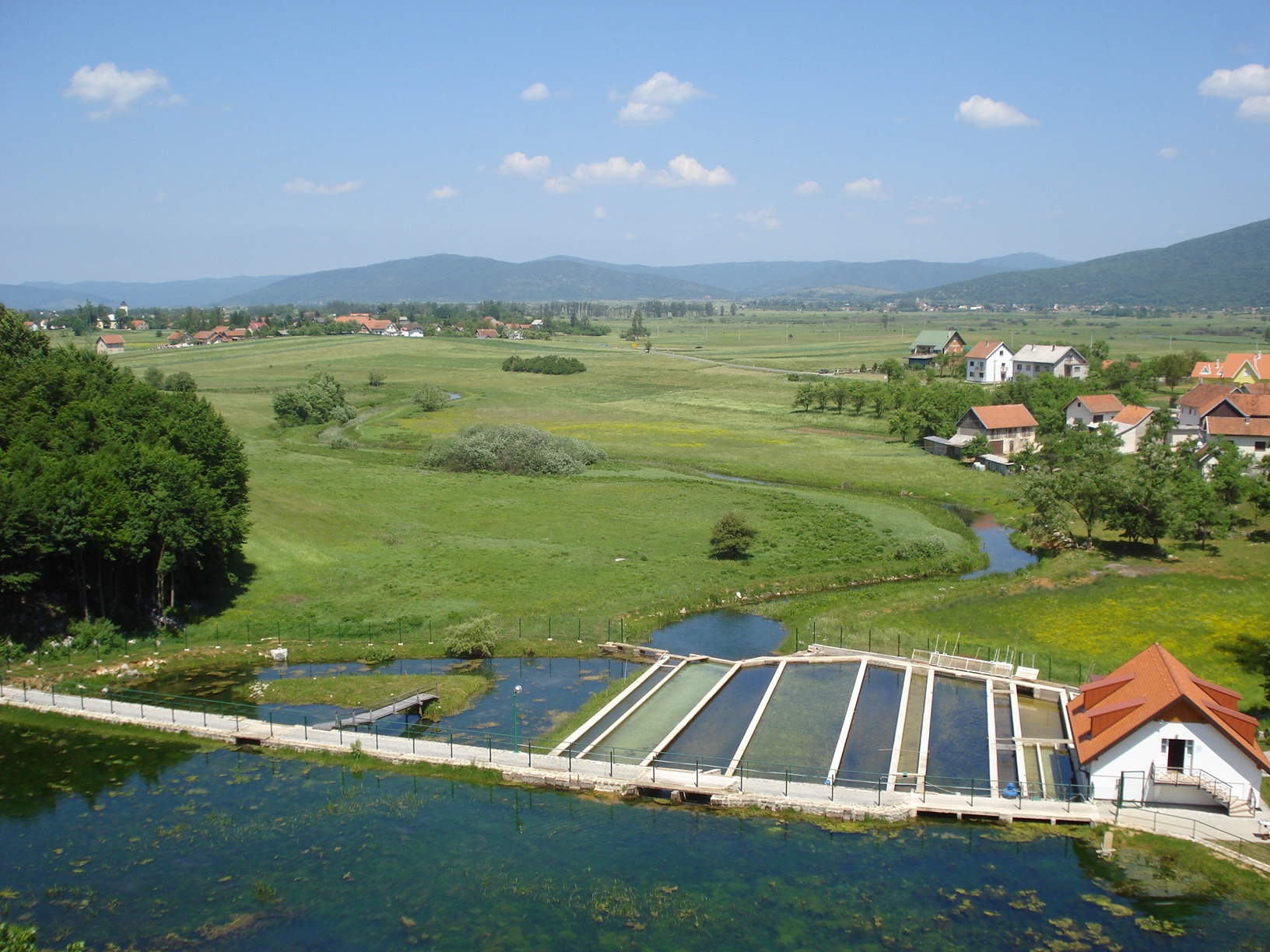
Der Zufluss Kostelka

Die Gacka ist ein „Schlundfluss“, der kurvenreich von der Quelle im Südosten auf einer Länge von 11 km durch die Gacka-Ebene zwischen dem Velebit-Gebirge und der Mala Kapela fließt. Sie entspringt im südöstlichen Teil des Karstfelds von Gacka (kroatisch Gacko polje) 457 Meter ü. d. M. in einer Felsschlucht im Hinterland des Velebit-Massivs bei den Quellen Tonkovićevo vrilo (dt. Tonković-Quelle) und Klanac, die den Ursprung des Flusses bilden. Die drittgrößte Quelle ist Majerovo vrilo, deren Wasser über das Flüsschen Sinačka pučina in die Gacka gelangt, an vierter Stelle folgt die Quelle Pećina mit ihrem Ablauf Kostelka. Die Schüttung dieser Quellen macht über 90 % des Flusswassers aus. Durch die starken Karstquellen eignet sich die Gacka gut zum Betrieb mehrerer Wassermühlen, etwa bei Sinac genutzt. In ihrem Oberlauf wird sie von mehreren Zuflüssen (Knjapovac, Begovac und Malinišće) verstärkt und mäandriert dann durch die Gacka-Ebene und durch die Stadt Otočac nach Nordwesten.

### Eindämmung
Von ihrem ursprünglichen Flusslauf sind nur noch elf Kilometer von Sinac bis Vivoze geblieben. Danach fließt der Fluss in Kanälen und wird durch einen Tunnel in einen See nach Gusić polje geleitet, von wo er wieder durch einen Tunnel die Turbinen in Sv. Juraj antreibt und danach im Adriatischen Meer endet.

### Alter Verlauf
Zuvor floss die Gacka in ihrem südlichen Nebenfluss nach Švica, zuerst in den Oberen See (Gornje švičko jezero), um schließlich in einem Wasserfall in den Unteren See (Donje švičko jezero) zu stürzen. Danach floss sie durch Kompolje und versiegte bei Hrvatsko Polje.

## Fischfang
Die Gacka ist bei Anglern bekannt für ihre großen Bachforellen. Daneben gibt es Regenbogenforellen sowie Äschen, Karpfen, Aal und Döbel. Die Bachforelle wächst in der Gacka vier- bis fünfmal schneller als in manchen anderen Flüssen in den Karstgebieten, wozu vor allem die optimale Wassertemperatur mit nur geringen Jahresoszillationen, der Sauerstoffgehalt und das leicht alkalische Milieu beitragen. Die Angelsaison dauert von Anfang April bis Ende September. Der ganzjährige Fang beträgt um die 1000 bis 1200 kg Fisch von der Quelle an bis zur Orisković-Brücke in Prozor und 450 kg von der Orisković-Brücke bis Vivoze. Die Gacka ist in ihrem ganzen Lauf natürliches Brutgebiet. Außerdem wird der Fluss jedes Jahr mit jungen Forellen angereichert.

## Galerie
| Gacka – ein Anglerparadies | Der Fluss in Otočac | Mühlhäuser an der Majer-Quelle des Flusses |